# Cabdella
Cabdella (oficialment a tort Capdella) és un poble de la Vall Fosca, pertanyent al municipi de la Torre de Cabdella. També forma part de l'entitat municipal descentralitzada d'Espui. Està situat a 1.422 metres d'altitud, al fons de la Vall Fosca, en la qual és el nucli de població agrupat més septentrional. És un dels pobles integrants, des del 1847, del municipi de la Torre de Cabdella.

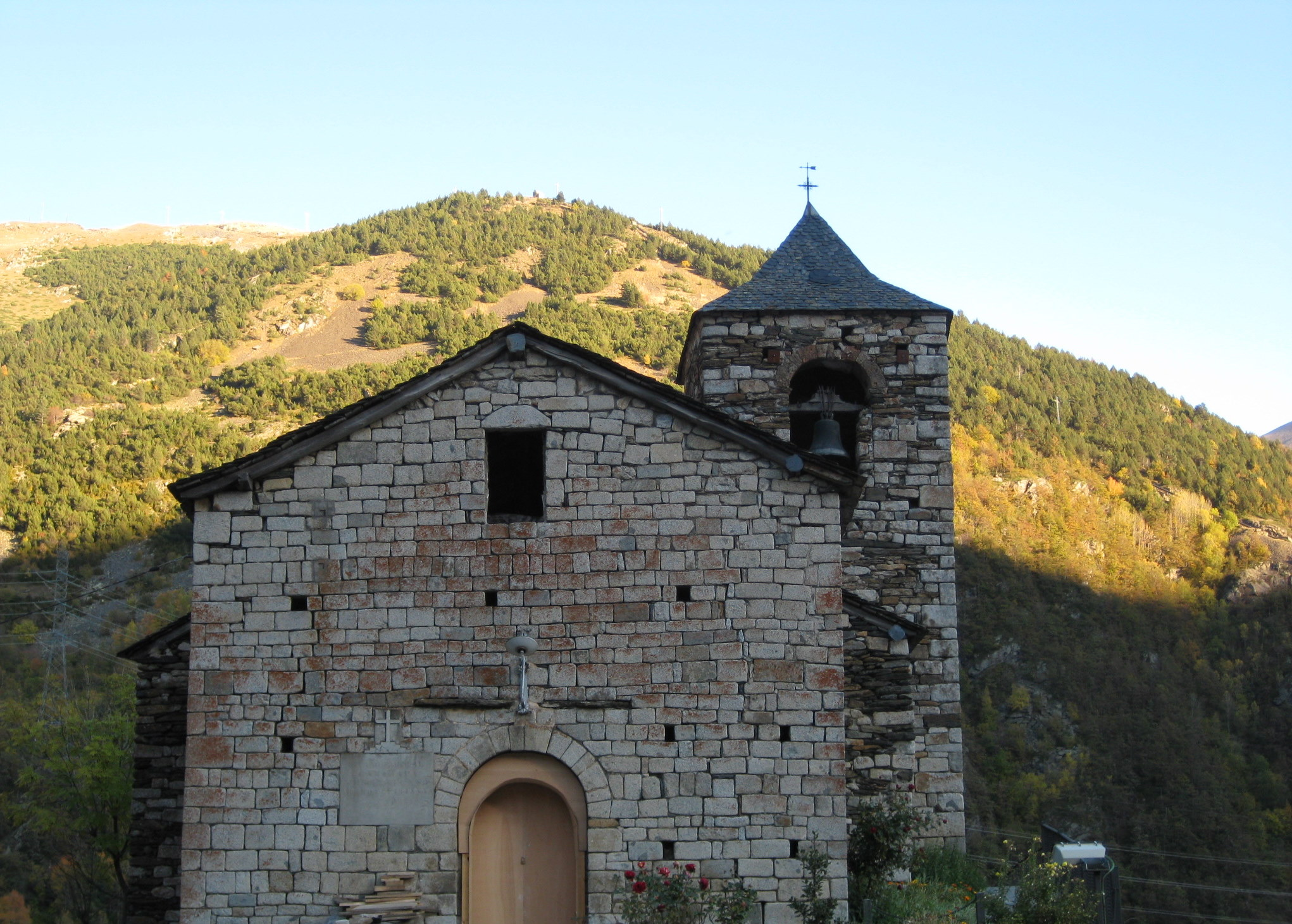
L'església de Sant Vicenç

Està situat dalt d'un turó a la dreta del Flamisell, a l'interfluvi entre aquest riu, que ve del nord, i els de Filià i el de Riqüerna, que procedeixen de ponent.
S'hi accedeix per la carretera L-503, que té el seu final precisament en aquest poble, tot i que continua en forma de pista rural asfaltada fins a l'Estany de Sallente. És a 7 quilòmetres del seu cap de municipi i a 20,5 de Senterada, on comença aquesta carretera.
És molt característic de Cabdella, entre les seves obres modernes, el túnel que fa la carretera esmentada sota i al sud de Cabdella, ja que, a l'interior del túnel, fa un tancat revolt on guanya alçada.
L'església del poble és parroquial. Està dedicada a Sant Vicenç i és una de les joies del romànic pirinenc i pallarès, sobretot després de les troballes fetes durant la restauració en curs el 2009. El 2008 va ser declarada Bé Cultural d'Interès Nacional (BCIN) per la Generalitat de Catalunya.

## Etimologia
Joan Coromines (op. cit.) dona molta informació no tan sols sobre l'origen del topònim Cabdella, sinó també de les etimologies falses que el llegendari havia construït.
Per una banda, sembla que als de Cabdella sempre els ha dolgut no tenir mai la capitalitat del municipi: ja al segle xix el cap de districte municipal era la Torre de Cabdella, malgrat que només tenia 9 cases, davant de les 30 de Cabdella. Per això se'n lamentaven, dient que no era just que no fossin la capital de la vall, malgrat ser cap d'ella.
Una altra llegenda és la de la dona sorda que vivia a la primera casa que es trobava en entrar al poble. Aquesta dona parava la llana per teixir, mentre que una nena la cabdellava. Van arribar uns forasters, que van demanar a la nena -Com es diu, aquest poble?. La nena es va aturar, i la vella, que no havia vist ni sentit l'arribada dels forasters, va cridar: -Cabdella, nena, cabdella! I els forasters se'n van anar convençuts que el nom del poble era Cabdella, i així ho van fer constar ja per sempre més.
Passant al pla seriós, per Coromines no hi ha cap dubte que el nom del poble ve de capitella, plural de capitellum, referint-se als caps, o cims, que envolten el paisatge de Cabdella. Seria, doncs, com si referint-nos al poble diguéssim que és el poble dels caps, dels cims de muntanya que té tot al voltant seu.
L'evolució del topònim en català dona inevitablement la forma Cabdella, no la de Capdella, que defensen moltes persones a la Vall Fosca i l'Ajuntament del municipi. Del capitella original, es passa a captella per caiguda de la i intermèdia. Un cop entre vocals, el grup consonàntic pt, fonèticament sord, passa a sonoritzar-se, com és habitual en català en aquesta mena de casos. Els equivalents sonors de pt són bd, i no es pot donar cap forma híbrida: tots dos sons tenen sempre la mateixa característica; o tots dos són sords (pt), o tots dos sonors (bd). Per tant, des del punt de vista etimològic, cal excloure del tot la possibilitat que el topònim Cabdella s'escrigui d'altra manera que aquesta.
Cal tenir en compte que aquest topònim és format per una sola arrel. Un cosa diferent és la que es dona en topònims com Capdevila, on sí que hi pot haver juntes una p i una d perquè en aquest cas es tracta de la unió de tres paraules: cap de vila, que passen a escriure's juntes.
Des del juny de 2015, el topònim Cabdella ha passat a escriure's Capdella, després que l'Ajuntament del municipi iniciés el procediment de canvi de denominació del topònim i rebés una resolució a favor de la Generalitat de Catalunya. En compliment de l'article 16 del Decret 139/2007, de 26 de juny, pel qual es regulen la denominació, els símbols i el registre d'ens locals de Catalunya, el 8 de juny de 2015 es va modificar en el registre dels ens locals de Catalunya, la dada corresponent als noms dels nuclis de població denominats Cabdella, la Central de Cabdella, la Torre de Cabdella i Oveix, per la denominació Capdella, la Central de Capdella, la Torre de Capdella i Obeix.

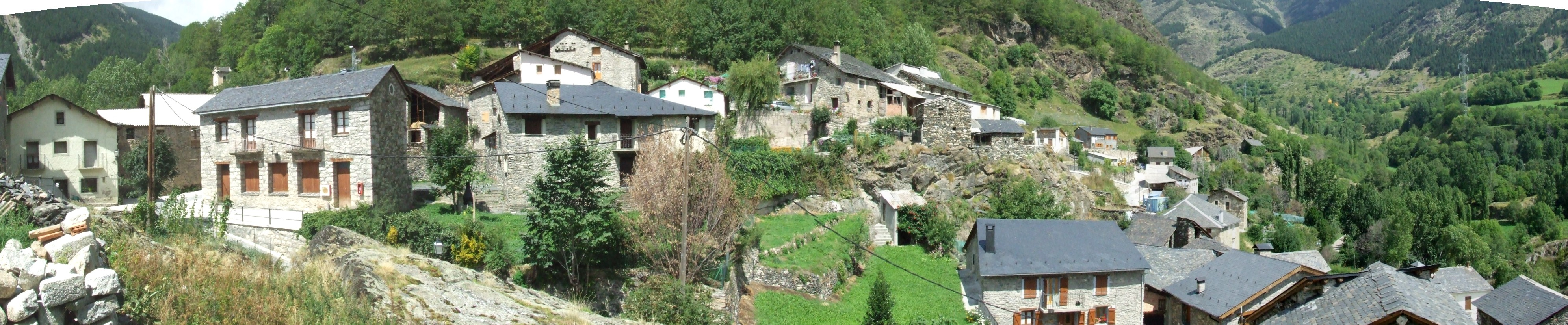
Panoràmica de Capdella des de l'església de Sant Vicenç; a primer terme, a l'esquerra, les antigues escoles

## Història
L'origen del poble de Cabdella sembla trobar-se en el castell del mateix nom, però probablement aquest castell és el que donà lloc al poble del Puig de Cabdella, actualment Espui.

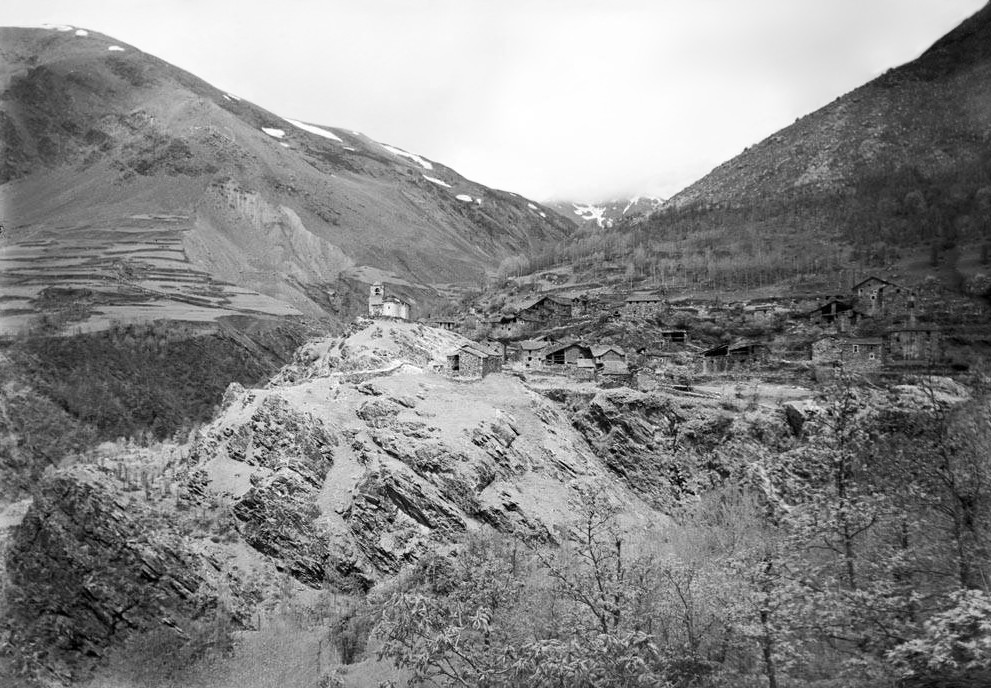
Cabdella a final del segle XIX

El primer document que parla de Cabdella, encara grafiat Capitella, és d'entre 1010 i 1033, i cap al 1131 ja apareix com a Captella. A partir d'aquí el topònim és àmpliament documentat, amb tot de variants: Capdela / Capdele, Capdella, etc.
Fins a l'extinció dels senyorius (any 1831), Cabdella pertangué a la baronia d'Erill, després comtat.
Entre 1812 i el febrer del 1847 Cabdella gaudí d'ajuntament propi. Es formà a partir de la promulgació de la Constitució de Cadis i el seu desplegament, i fou suprimit, agregant-lo a la Torre de Cabdella, a causa del límit fixat en la llei municipal del 1845 del mínim de 30 veïns (caps de família) indispensables per a mantenir l'ajuntament propi.

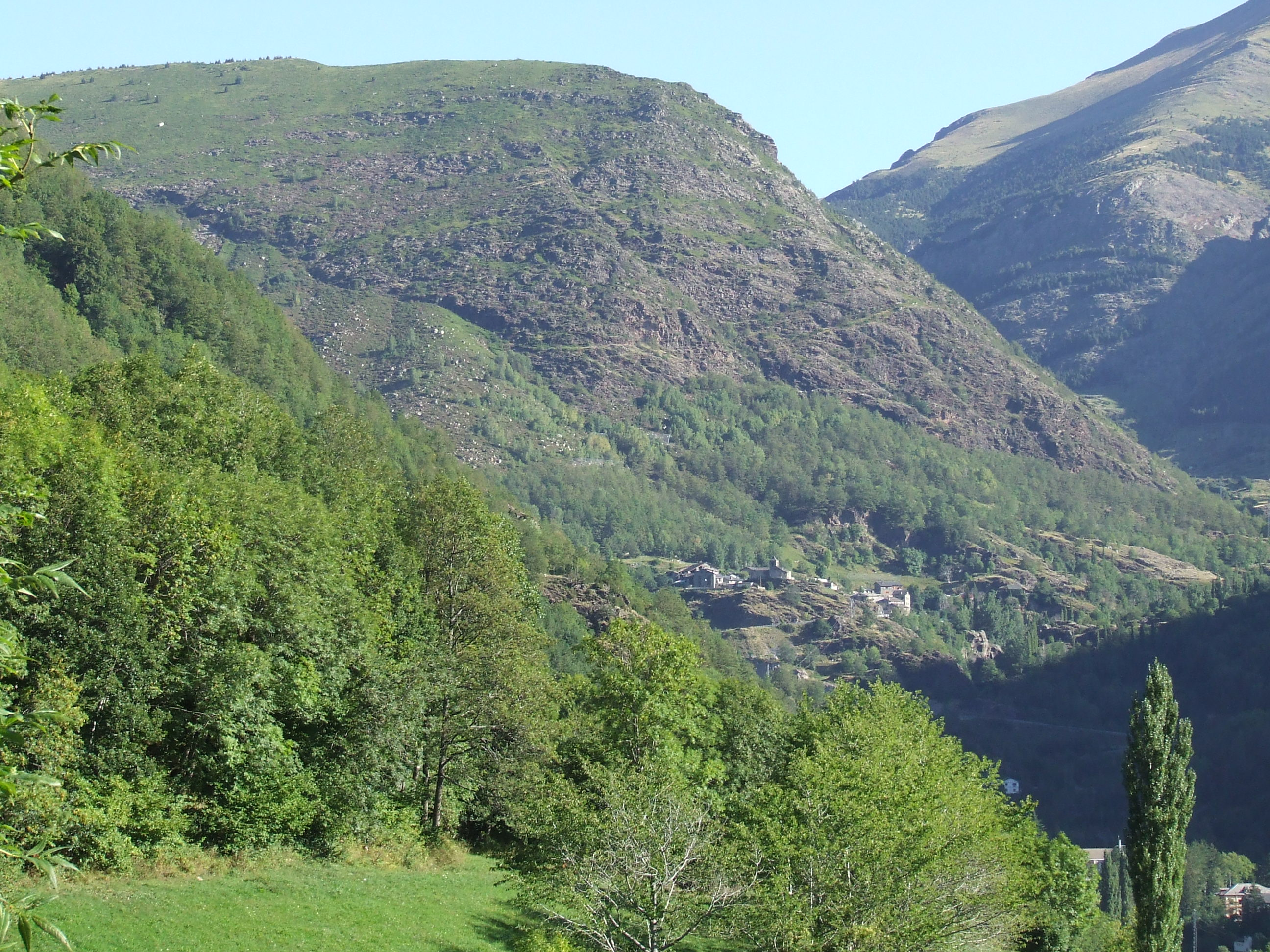
El poble, en el seu entorn

En el Diccionario geográfico... de Pascual Madoz hi ha un article dedicat a Capdella: situat a dalt d'una muntanya de bastant alçada, amb exposició al sud, la combaten principalment els vents del nord. El clima és fred, amb molta neu, que produeix cadarns i pulmonies. Tenia 30 cases i l'església parroquial. L'aigua hi era abundant, i es prenia dels rius que baixaven de la muntanya, especialment dels estanys de Peliá i Estañ Tort, que s'ajunten sota el poble formant el riu Flamisell. El terreny era de bona qualitat, i hi havia importants pastures i boixos, com les de Filiá, Tort i Rus. S'hi produïa blat, ordi, patates i algunes faves; de bestiar, ovelles, vaques, mules i cavalls. De cacera, perdius i llebres, i de pesca, truites, molt abundoses i exquisides. Hi havia un molí fariner i recria de bestiar. Formaven la població 12 veïns (caps de família) i 68 ànimes (habitants).
Segons Ceferí Rocafort (op. cit.), Cabdella tenia vers el 1910 31 edificis, amb 90 habitants.
L'any 1970 hi ha censades a Cabdella 49 persones, que el 1981 són ja 39 habitants, dels quals 28 en el poble mateix. El 2005 n'hi ha 28 i el 2019 31 persones.

## Festes i tradicions
- 22 de gener: Festa de Sant Vicenç.

Les Cobles del Peyrot, el rodamón originari de la Rua que va deixar tot de cobles sobre els pobles pirinencs, parlen de Cabdella:
| «                | Les d'Espui i els de Capdella, no poran ja conllogar. Diu que passen tanta gana que se'ls mor tot lo bestiar. | » |
| — Peyrot, Cobles | |   |

Fill de Cabdella fou un dels populars acordionistes del Pirineu. Es deia Pere Piqué i Castells, i era conegut pel seu mestratge en l'acordió diatònic, que havia après a tocar d'oïda. Morí a Vielha el 1964.
Jaume Arnella, en el seu Romanço de la Vall Fosca, parla de Cabdella:
| «                                         | I arriba fins a Capdella, que més amunt no és poblat, només hi ha estanys i muntanyes i potser algun isard. | » |
| — Jaume Arnella, Romanço de la Vall Fosca | |   |

Podeu trobar el fragment anterior del romanço a l'article de Senterada, i la continuació, en el de la Pobleta de Bellveí. Després del fragment dedicat a Pobellà torna a Cabdella:
| «                                         | Ve la Torre de Capdella, Aiguabella i la Central, Espui, i a dalt de tot queda Capdella, que és el més alt. | » |
| — Jaume Arnella, Romanço de la Vall Fosca | |   |

## Museus
- Museu Hidroelèctric de Cabdella.[4][5]